# 1985-ös Formula–1 olasz nagydíj
Az olasz nagydíj volt az 1985-ös Formula–1 világbajnokság tizenkettedik futama.

## Futam
| Helyezés | #  | Versenyző          | Csapat/Motor           | Körök | Idő/Kiesés oka     | Rajthely | Pontszám |
| -------- | -- | ------------------ | ---------------------- | ----- | ------------------ | -------- | -------- |
| 1        | 2  | Alain Prost        | McLaren-TAG            | 51    | 1:17'59,451        | 5        | 9        |
| 2        | 7  | Nelson Piquet      | Brabham-BMW            | 51    | + 51,635           | 4        | 6        |
| 3        | 12 | Ayrton Senna       | Lotus-Renault          | 51    | + 1'00,390         | 1        | 4        |
| 4        | 8  | Marc Surer         | Brabham-BMW            | 51    | + 1'00,609         | 9        | 3        |
| 5        | 28 | Stefan Johansson   | Ferrari                | 50    | + 1 kör            | 10       | 2        |
| 6        | 11 | Elio de Angelis    | Lotus-Renault          | 50    | + 1 kör            | 6        | 1        |
| 7        | 15 | Patrick Tambay     | Renault                | 50    | + 1 kör            | 8        |          |
| 8        | 3  | Martin Brundle     | Tyrrell-Renault        | 50    | + 1 kör            | 14       |          |
| 9        | 18 | Thierry Boutsen    | Arrows-BMW             | 50    | + 1 kör            | 19       |          |
| 10       | 25 | Philippe Streiff   | Ligier-Renault         | 49    | + 2 kör            | 3        |          |
| 11       | 5  | Nigel Mansell      | Williams-Honda         | 47    | Motorhiba          | 15       |          |
| 12       | 19 | Teo Fabi           | Toleman-Hart           | 47    | + 4 kör            | 7        |          |
| 13       | 27 | Michele Alboreto   | Ferrari                | 45    | Motorhiba          | 2        |          |
| Kiesett  | 6  | Keke Rosberg       | Williams-Honda         | 44    | Motorhiba          | 20       |          |
| Kiesett  | 26 | Jacques Laffite    | Ligier-Renault         | 40    | Motorhiba          | 16       |          |
| Kiesett  | 1  | Niki Lauda         | McLaren-TAG            | 33    | Erőátvitel         | 13       |          |
| Kiesett  | 22 | Riccardo Patrese   | Alfa Romeo             | 31    | Kipufogó           | 22       |          |
| Kiesett  | 24 | Huub Rothengatter  | Osella-Alfa Romeo      | 26    | Motorhiba          | 26       |          |
| Kiesett  | 9  | Philippe Alliot    | RAM-Hart               | 19    | Turbó              | 11       |          |
| Kiesett  | 17 | Gerhard Berger     | Arrows-BMW             | 13    | Motorhiba          | 12       |          |
| Kiesett  | 16 | Derek Warwick      | Renault                | 9     | Erőátvitel         | 25       |          |
| Kiesett  | 33 | Alan Jones         | Lola-Hart              | 6     | Motorhiba          | 17       |          |
| Kiesett  | 23 | Eddie Cheever      | Alfa Romeo             | 3     | Motorhiba          | 24       |          |
| Kiesett  | 29 | Pierluigi Martini  | Minardi-Motori Moderni | 0     | Üzemanyagszivattyú | 21       |          |
| NI       | 20 | Piercarlo Ghinzani | Toleman-Hart           | 0     | Nem indult         |          |          |

## Statisztikák
Vezető helyen:
- Keke Rosberg: 32 (1-27 / 40-44)
- Alain Prost: 19 (28-39 / 45-51)

Alain Prost 21. győzelme, Ayrton Senna 5. pole-pozíciója, Nigel Mansell 2. leggyorsabb köre.
- McLaren 48. győzelme.

Lola első versenye.